# Micaela Ramazzotti
Micaela Ramazzotti (Roma, 17 de enero de 1979) es una actriz italiana casada con el director y guionista Paolo Virzì.

## Filmografía (selección)
- 2000. Zora la vampira, versión cinematográfica de este conocido cómic italiano, dirigida por Manetti Bros
- 2008. Toda la vida por delante, de Paolo Virzì
- 2012. Un piso para tres, comedia de Carlo Verdone
- 2013. Anni felici, dirigida por Daniele Luchetti
- 2016. Locas de alegría (La pazza gioia), dirigida por Paolo Virzì[1] y con protagoniza junto a Valeria Bruni
- 2017. Una famiglia dirigida por Sebastiano Riso (2017)
- 2017. La tenerezza dirigida por Gianni Amelio (2017)
- 2018. Ti presento Sofia dirigida por Guido Chiesa (2018)
- 2018. Una storia senza nome dirigida por Roberto Andò (2018)
- 2019. Vivere dirigida por Francesca Archibugi (2019)
- 2020. Nuestros mejores años dirigida por Gabriele Muccino (2020)

## Premios (selección)
- 1 David di Donatello,
- 6 Cinta de plata de plata
- 1 Cinta de oro Ciak.